# Ménesqueville
Ménesqueville – miejscowość i gmina we Francji, w regionie Normandia, w departamencie Eure.
Według danych na rok 1990 gminę zamieszkiwało 358 osób, a gęstość zaludnienia wynosiła 86 osób/km² (wśród 1421 gmin Górnej Normandii Ménesqueville plasuje się na 564 miejscu pod względem liczby ludności, natomiast pod względem powierzchni na miejscu 756).